# Paganini (operetka)
Paganini (niem.: Paganini) – operetka Franza Lehára w trzech aktach z 1925 roku. Premiera miała miejsce 30 października 1925 roku w Wiedniu w Johann-Strauss-Theater. Libretto zostało napisane przez Paula Kneplera i Bélę Jenbacha.

## Historia powstania utworu
29 kwietnia 1924 roku, w przeddzień swoich 54 urodzin, Lehár położył się wcześniej, lekko zakatarzony, do łóżka. Zaczął przeglądać libretto, pozbawione nazwiska autora, które kilka dni wcześniej przyniósł mu przyjaciel Victor Wögerer z prośbą aby rzucił na nie okiem. Libretto noszące tytuł Paganini zafrapowało go już pierwszą sceną, w której z przydrożnej włoskiej oberży słychać grę na skrzypcach mistrza tego instrumentu. Lehár czytał libretto do późnej nocy. Następnego dnia zapisał w swoim notatniku: "Urodzinowy prezent od Pana Boga". Skontaktował się z Wögererem i razem udali się do autora libretta Paula Kneplera. Knepler okazał się księgarzem, a po trosze pisarzem i kompozytorem amatorem. Wśród swych rozlicznych zajęć miał też hobby polegające na zbieraniu materiałów na temat rozmaitych interesujących postaci historycznych: studiował ich życiorysy, wyszukiwał dotyczące ich anegdoty, opisywał w wierszach, książkach i librettach. Tekst Paganiniego napisał dla siebie. Sam zamierzał podłożyć pod niego muzykę. Skoro jednak zainteresował się nim mistrz Lehár, zgodził się go odstąpić kompozytorowi. Lehàrowi konstrukcja libretta, sytuacje i postacie podobały się bardzo, miał natomiast zastrzeżenia do tekstów arii i duetów. Zaproponował więc Kneplerowi, że poprosi o współpracę Bélę Jenbacha, do którego miał pełne zaufanie i jemu powierzy napisanie nowych tekstów śpiewanych. Knepler wyraził zgodę. Praca nad Paganinim ruszyła jeszcze w maju 1924 roku. Pomimo zafascynowania tematem Lehár komponował operetkę długo, jak na niego, bo blisko rok. Partytura była gotowa wiosną 1925 roku.

## Osoby
| Rola                                                      | Głos         | Aktor z premiery 30 października 1925 |
| --------------------------------------------------------- | ------------ | ------------------------------------- |
| Anna Elisa, księżna Lukki i Piombino                      | sopran       | Emma Kosáry                           |
| Paganini                                                  | tenor        | Carl Clewing                          |
| Markiz Pimpinelli, szambelan dworu                        | tenor        | Fritz Imhoff                          |
| Bella Giretti, primadonna książęcej opery                 | sopran       | Gisela Kolbe                          |
| Hrabina Laplace, dama dworu                               | alt          |                                       |
| Książę Felice Bacciocchi, mąż Anny Elisy                  | baryton      | Peter Hoenselers                      |
| Bartucci, impresario Paganiniego                          | rola mówiona | Max Brod                              |
| Hrabia Hédouville, generał w służbie Napoleona            | rola mówiona |                                       |
| Corallina, właścicielka gospody "Pod zardzewiałą podkową" |              |                                       |

## Treść

### Akt I

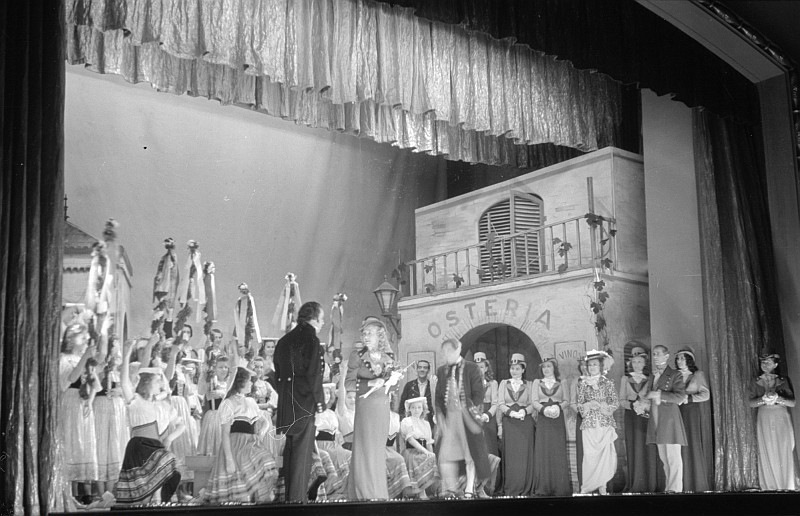
Paganini i Anna Eliza przed gospodą

W przydrożnej gospodzie pod Lukką zatrzymał się przejazdem, w drodze na jutrzejszy koncert w stolicy księstwa, Niccolò Paganini. Do gospody przybywa również, powracająca z polowania, księżna Anna Eliza, siostra Napoleona, władczyni Księstwa Lukki. Jest zachwycona grą Paganiniego, a wkrótce potem poznaje również samego skrzypka, sama zachowując incognito. Oboje są sobą bardzo zainteresowani; Paganini nie ukrywa, jak silne wrażenie wywarła na nim piękna nieznajoma. Ich coraz bardziej intymną rozmowę przerywa impresario Paganiniego, Bartucci, przynosząc złą wiadomość: koncert w Lukce został odwołany przez księcia, w związku z wiadomością, że Paganini zabił przed laty człowieka w pojedynku o kobietę. Paganini wpada w szał. Postanawia jechać wprost do Florencji, mimo namów Anny Elizy, by zwrócił się do księżnej o uchylenie zakazu.
Tymczasem z polowania powraca również primadonna Bella Giretti, faworyta księcia Felice, w towarzystwie kochliwego szampelana Pimpinellego. Pimpinelli anonsuje księżnej przybycie wieśniaków, którzy chcą jej złożyć hołd. Teraz dopiero Paganini orientuje się, że rozmawiał z księżną, wyznał jej miłość i domagał się pocałunku. Nadchodzi książę Felice, który nadal obstaje przy odwołaniu koncertu. Paganini chce odejść, zostaje jednak zatrzymany przez księżnę. Ona dobrze wie, że to ona rządzi księstwem i ostatecznie to jej decyzja będzie ważna. Prosi więc Paganiniego, by jutro zagrał w Lukce. Skrzypek zgadza się, czując, że czeka go największa przygoda w życiu.

### Akt II
Upłynęło sześć miesięcy. Paganini pozostał w Lukce, przyjął godność dyrektora i kapelmistrza książęcej Opery, której primadonną jest piękna Bella Giretti. Paganini gra z Pimpinellim w karty i przegrywa wszystko, nawet skrzypce. Karta nigdy mu nie idzie, ma natomiast, jak mówią Pimpinelli i Bella, szczęście w miłości (To winna miłość). Pimpinelli zwraca skrzypce Paganiniemu, w zamian chciałby poznać receptę na zdobywanie kobiet, z żadną bowiem dotąd nie odniósł sukcesu. Paganini radzi mu jak umie (Mieć kochanek choćby sto), jego rady nie przynoszą jednak Pimpinellemu wielkiego pożytku. Anna Eliza znowu powtarza Paganiniemu miłosne zaklęcia, a on śpiewa jej pieśń, którą skomponował specjalnie dla niej.

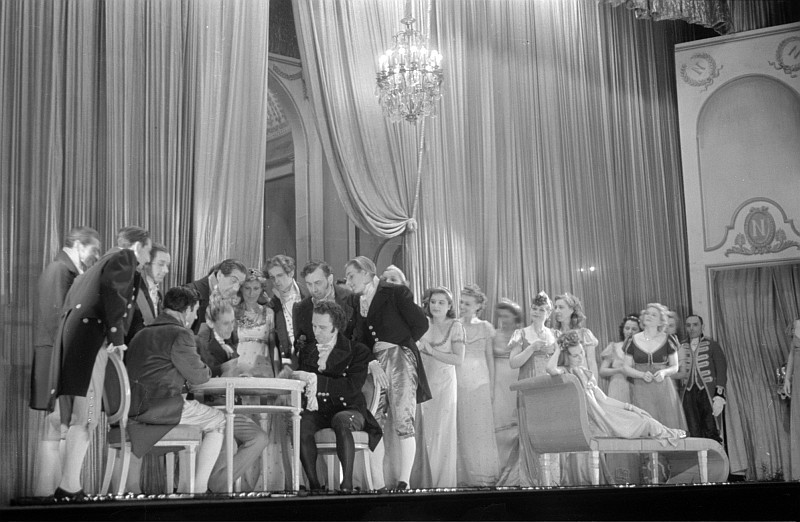
Paganini gra w karty z Pimpinellim

Bartucci namawia Paganiniego do wyjazdu z Lukki. Na jego muzykę czeka cały świat, on tymczasem zaniedbuje muzykę, myśli tylko o kobietach. Tymczasem z Paryża przybywa generał Houdeville. Cesarz zaniepokojony plotkami, że jego siostra romansuje z jakimś skrzypkiem, żąda wyjazdu Paganiniego z Lukki, w razie oporu Houdeville ma go aresztować. Anna Eliza odprawia generała, w Lukce rządzi ona i nie myśli przejmować się plotkami. Paganini jest dyrektorem jej opery i ona nie ma zamiaru go utracić (Miłość to niebo na ziemi).
Paganini nie wiedząc nic o misji Houdeville'a, flirtuje z Bellą. Na dowód, że jej pragnie, Bella żąda pieśni miłosnej, którą Paganini skomponował dla Anny Elizy. Początkowo skrzypek odmawia, potem jednak traci głowę i wręcza jej partyturę z dedykacją. Podczas tej rozmowy zastaje ich księżna. Paganini odchodzi. Księżna zdenerwowana tym, że zastała go sam na sam z Bellą żąda, by primadonna wyjechała z księstwa; zbyt wiele plotek krąży na temat jej romansu z księciem. Bella się broni. Krążą przecież również plotki o romansie księżnej z Paganinim, a to przecież nieprawda, bo on kocha ją – Bellę, na dowód czego pokazuje partyturę z dedykacją.  Księżna postanawia się zemścić. Wydaje generałowi Houdeville polecenie, by aresztował Paganiniego bezpośrednio po koncercie.
Paganini gra tego wieczoru fenomenalnie. Mimo tego, a może dlatego, że Bella uprzedziła go o grożącym niebezpieczeństwie. Wygrywa. Po skończonym koncercie, gdy podchodzi do niego Houdeville z żołnierzami, Anna Eliza odgradza go od nich mówiąc: Paganini, grał pan piękniej niż kiedykolwiek! Proszę podać mi ramię!.

### Akt III

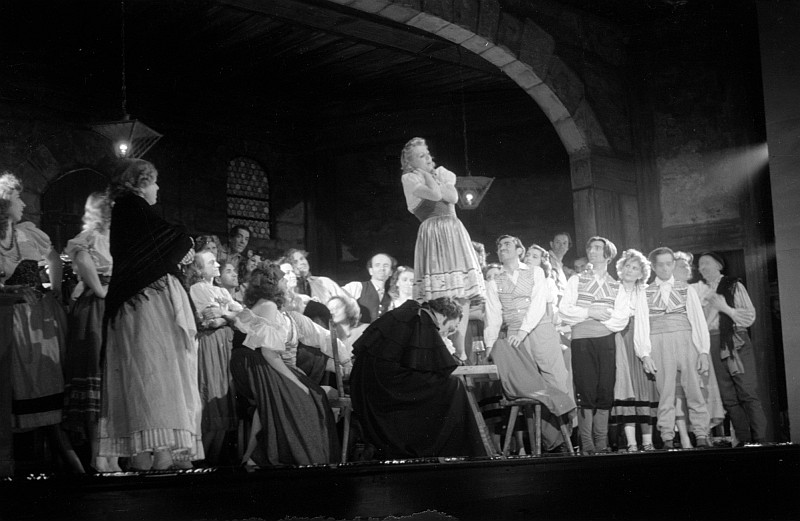
Anna Eliza śpiewa piosenkę przemytnikom

Do oberży "Pod zardzewiałą podkową", gdzie gromadzą się przemytnicy, trafiają nocą Paganini i Bartucci. Chcą przeprawić się przez granice. Paganini dosyć ma już dworskich intryg i plotek, a nawet miłości. Uciekł, bo przypomniał sobie, co jest winien sztuce. Jego śladem trafiają do oberży Bella i Pimpinelli. Bella chce mu towarzyszyć w dalszej podróży, a przede wszystkim kochać go. Paganini bierze ją w ramiona, ale zdaje sobie sprawę, że przy jej boku zapomniałby o sztuce, a tego mu nie wolno. Kojarzy więc primadonnę z uszczęśliwionym Pimpinellim.
Przemytnicy przynaglają go do wyjścia. Tymczasem w oberży pojawia się przebrana Anna Eliza. Udaje, że jest piosenkarką z Toskanii i śpiewa wesołą piosenkę. Paganini jednak natychmiast ją poznaje. Anna Eliza jest świadoma, że mogłaby go zatrzymać miłością lub siłą, lecz obdarowuje go wolnością. Paganini zapewnia ją, że pomiędzy nimi nie ma żadnej kobiety. Anna Eliza odchodzi. A Paganini mówi: Bartucci! Idziemy! Przed nami świat.

## Losy sceniczne

### Premiera wiedeńska
Ponieważ po śmierci Karczaga Lehár nie był w najlepszych stosunkach z nowym dyrektorem Theater an der Wien, kompozytor zdecydował, że wystawi operetkę w Johann-Strauss-Theater, gdzie zdecydowano się w tym czasie zdjąć z afisza wznowienie Clo-Clo. Partię Paganiniego miał zaśpiewać Richard Tauber, ale już w lutym Lehàr dowiedział się, że cały najbliższy rok Tauber ma zajęty. Premierę Paganiniego przeiwdziano na jesień, Tauber zaś miał śpiewać we wrześniu i październiku w Berlinie Straussa: Noc w Wenecji w Operetce oraz Zemstę nietoperza i Barona cygańskiego w Operze. Wobec tego Tauber namówił na wystawienie Paganiniego dyrektora berlińskiego Deutsches Künstlertheater Saltenburga i uzgodnił z nim, że premiera odbędzie się w styczniu 1926 roku z nim w roli głównej. Podpisał nawet kontrakt na 50 przedstawień. Natomiast w Wiedniu tytułową rolę miał objąć Carl Clewing. Clewing, bohaterski tenor z Opery Berlińskiej, występował wcześniej z powodzeniem w rolach wagnerowskich: Waltera w Śpiewakach norymberskich i Parsifala w Bayreuth. Rolę Anny Elizy miała zaśpiewać Emmi Kosàry, młodziutka Węgierka, która przed kilkoma laty przyjechała z Budapesztu do Wiednia, a przed wystawieniem Paganiniego odniosła spore sukcesy w Berlinie w Teatrze Metropol w tytułowej roli hrabiny Maricy.
Kurtyna poszła w górę 30 października 1925 roku. Zainteresowanie było ogromne. Ceny biletów wysokie (50 szylingów za miejsce na parterze), były jeszcze kilkakrotnie wyższe u „koników” krążących przed teatrem. Ci jednak przeliczyli się tym razem. Nie sprzedali wszystkich biletów i na widowni było sporo pustych miejsc. Gdy Lehár pojawił się przy pulpicie dyrygenckim zgotowano mu ogromną owację, jedyną jednak jakiej się doczekał tego wieczoru. Braw wprawdzie nie zabrakło. Oklaskiwano pieśń Paganiniego Mieć kochanek pięknych sto (Gern hab'ich die Frau'n geküsst) i piękny duet Nikt nie kocha cię, jak ja (Niemand liebt dich so, wie ich), doczekały się nawet bisów i to podwójnych. Całość nie wzbudziła jednak żywszego zainteresowania.
Analizując przyczyny porażki wskazywano później, że heroiczny tenor Clewinga był dobry dla Parsifala, ale niekoniecznie dla Paganiniego, że obdarzona niewątpliwą urodą i temperamentem Emmi Kosàry zdradzała jednak spore braki aktorskie. Zwracano uwagę na potknięcia reżysera, tandetną scenografię i amatorską orkiestrę. Krytyki utrzymane były w bardzo powściągliwym tonie. Tylko Decsey umiał w kiepskim przedstawieniu dosłuchać się  wspaniałej muzyki i pisał, że to znakomita operetka, najlepsza ze wszystkich, jakie Lehár do tej pory napisał. Przedstawienie zeszło z repertuaru po kilku zaledwie tygodniach od premiery

### Premiera berlińska
Tauber, który widział przedstawienie w Wiedniu, zapewniał Lehára, że wywiąże się z podjętego zobowiązania i zaśpiewa w Paganinim, co więcej był przekonany, że operetka odniesie wielki sukces, nagrał już nawet arie Paganiniego na płyty i miał o tej muzyce bardzo dobre zdanie. Rolę Anny Elizy miała zaśpiewać Vera Schwarz. O obsadę można więc było się nie martwić. Lehár niepokoił się jednak, czy berlińska publiczność zrozumie i oceni muzykę lepiej, niż wiedeńska. Podobne obawy stały się też udziałem dyrektora scen berlińskich Saltenburga, który chcąc utrzymać i rozwinąć swoje przedsiębiorstwo bronił się przed podejmowaniem jakiegokolwiek ryzyka repertuarowego. Powołując się na wiedeńskie krytyki i zarzucany operetce brak humoru próbował zerwać zawarty w sierpniu kontrakt. Lehár musiał odwoływać się do sądu niemieckiego związku dyrektorów teatrów (Deutscher Bühnenverein), przed którym sprawę rozstrzygnięto polubownie: zagwarantowaną w kontrakcie liczbę spektaklów zmniejszono z 50 do 30, Tauber zgodził się na zmniejszenie jego honorariów o 50%, a Lehár zrezygnował z tantiem. Saltenburg zmniejszył swoje ryzyko do minimum, a Lehár doprowadził jednak do berlińskiej premiery.
Publiczność berlińska przyjęła Paganiniego entuzjastycznie: owacjami po I akcie, dwukrotnym bisem po arii Miłość to niebo na ziemi, trzykrotnym po Nikt nie kocha cię, jak ja i pięciokrotnym po Mieć kochanek pięknych sto. Saltenburg nie pozwolił Lehárowi dyrygować tym przedstawieniem, nie chcąc go narażać na ewentualne przykrości ze strony rozczarowanej publiczności. Wobec aplauzu widowni wypchnął go na scenę do ukłonów. Paganini szedł przy pełnej widowni przez trzy miesiące.